# Palazzo Grimaldi-Montuori
Der Palazzo Grimaldi-Montuori ist ein Palast aus dem 17. Jahrhundert in Catanzaro in der italienischen Region Kalabrien. Das Gebäude liegt in der Nähe des Doms in der Via Antonio Menniti Ippolito, 16. Seit 1862 ist dort die Handels-, Industrie-, Handwerks- und Landwirtschaftskammer von Catanzaro (CCIA) untergebracht.

## Geschichte
Gregorio Grimaldi kaufte 1644 einen Teil des Palastes, der bis 1851 in Besitz der Familie blieb. Dann wurde er an Pasquale Montuori verkauft, der bereits 1840 den anderen Teil des Palastes erworben hatte.
In den 1860er-Jahren wurde der Palast entscheidend erweitert, wobei der Platz genutzt wurde, der sich durch den Abriss einiger Nachbargebäude ergeben hatte. Ebenso wie der Palazzo Fazzari war der Palazzo Grimaldi-Montuori durch die Arbeiten im Umfeld des Baus des neuen Corso Vittorio Emanuele betroffen.

## Beschreibung
In den 1860er-Jahren wurde auch die Fassade wegen des Baus der neuen Straßenachse zurückgesetzt und im Stil des 19. Jahrhunderts neu gestaltet. Sie wurde im Stil des Eklektizismus gestaltet und enthält typische Elemente der Florentiner Renaissance und der Romanik.